# Neue Synagoge (Dresden)

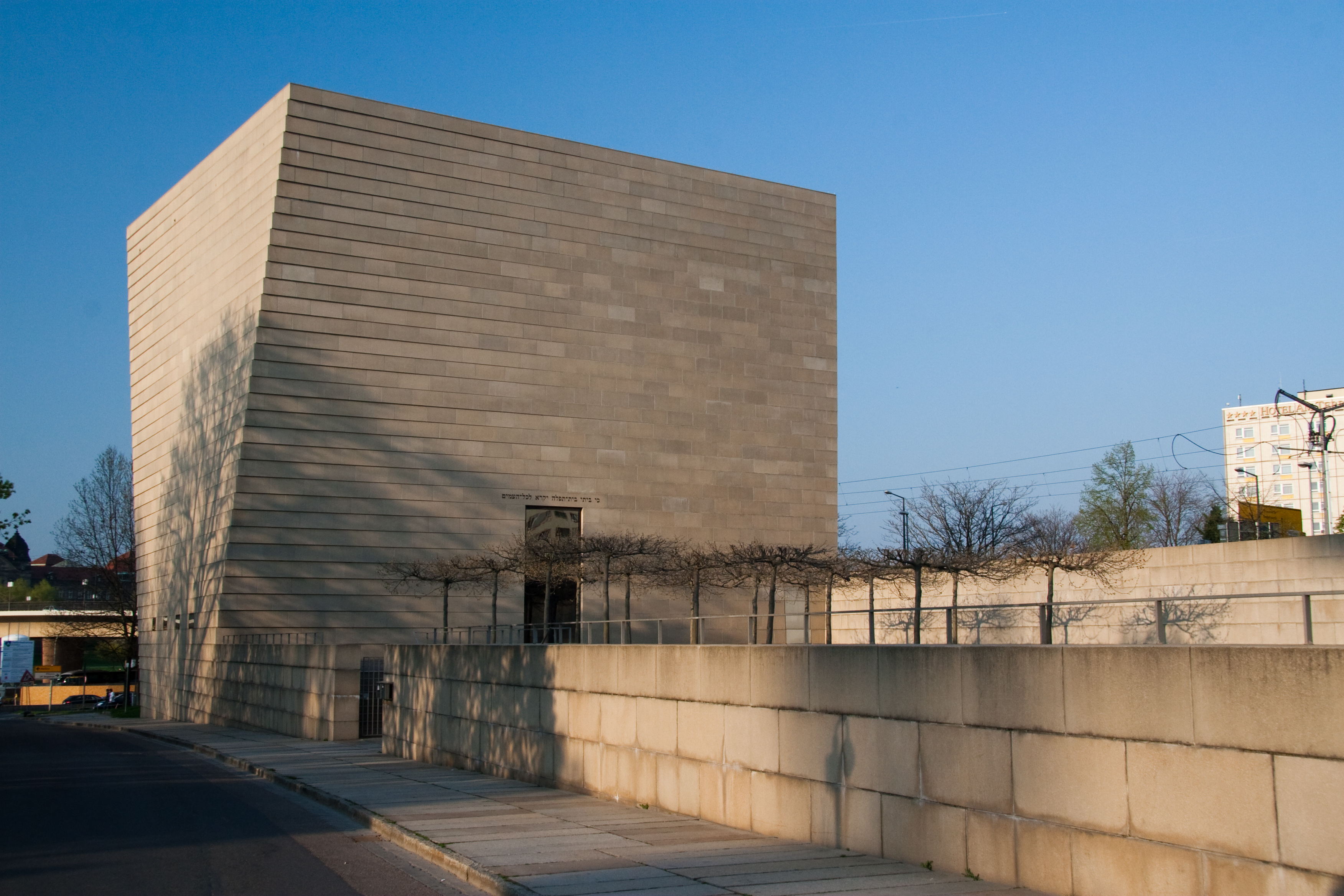
Neue Synagoge Dresden

Die Neue Synagoge ist seit 2001 die Synagoge der Jüdischen Gemeinde zu Dresden. Sie befindet sich mit der Adresse Hasenberg 1 am erhöhten Altstadtufer der Elbe zwischen den ehemaligen Befestigungsanlagen an der Brühlschen Terrasse und dem südlichen Brückenkopf der Carolabrücke oberhalb des Terrassenufers.

## Geschichte

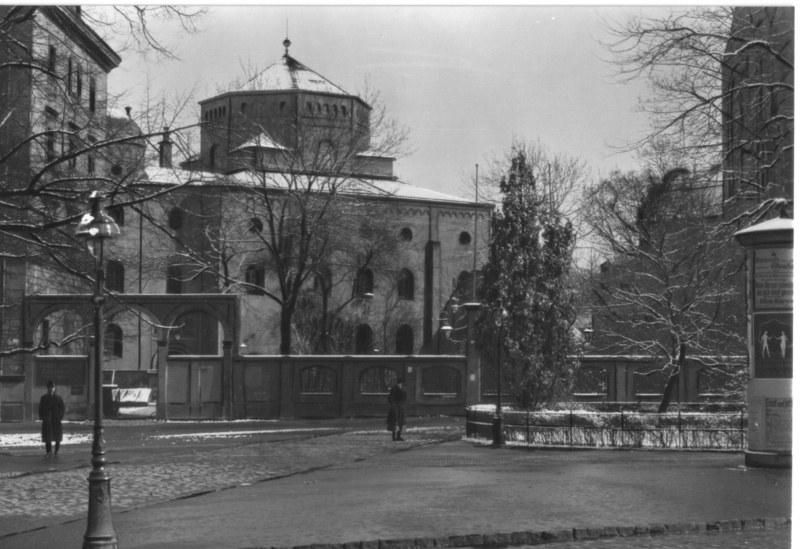
Semper-Synagoge, 1910

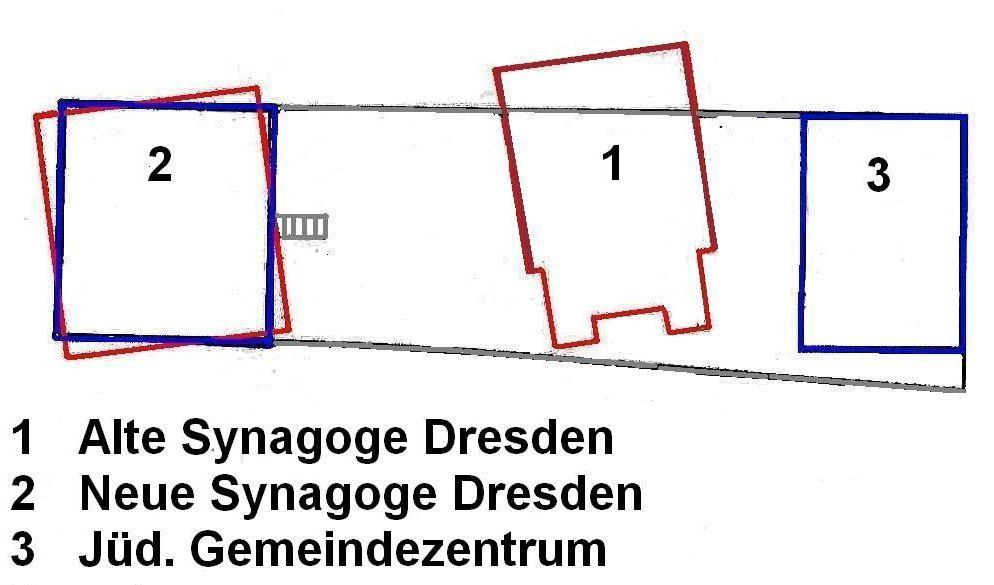
Neue Synagoge und Jüdisches Gemeindezentrum Dresden mit Angabe des Standortes der Alten Synagoge (Norden ist links)

Die Synagoge und das Gemeindezentrum wurden an der Stelle errichtet, an der von 1840 bis zu den Novemberpogromen 1938 die Alte Synagoge von Gottfried Semper stand. Der erste Spatenstich erfolgte am 9. November 1998, genau 60 Jahre nach Zerstörung der Semperschen Synagoge. Auch die Weihe legte man auf den 9. November, diesmal im Jahr 2001. Die neue Synagoge in Dresden ist der erste Synagogen-Neubau in Ostdeutschland.
Im Jahr 1997 wurde ein internationaler Wettbewerb für den Komplex aus Synagoge und Gemeindezentrum ausgeschrieben. Die jüdische Gemeinde Dresden entschied sich für den drittplatzierten Entwurf vom Saarbrücker Architektenbüro Wandel, Hoefer und Lorch + Hirsch. Der Gebäudekomplex wurde im Jahr 2001 fertiggestellt. Der Neubau wurde 2002 als Europäisches Gebäude des Jahres gewürdigt. Die Neue Synagoge ist ein „in sich nach Osten gedrehter Kubus“, wobei die „gewählte Würfelform … sich an den ersten Tempeln der Israeliten“ orientiert.

## Beschreibung

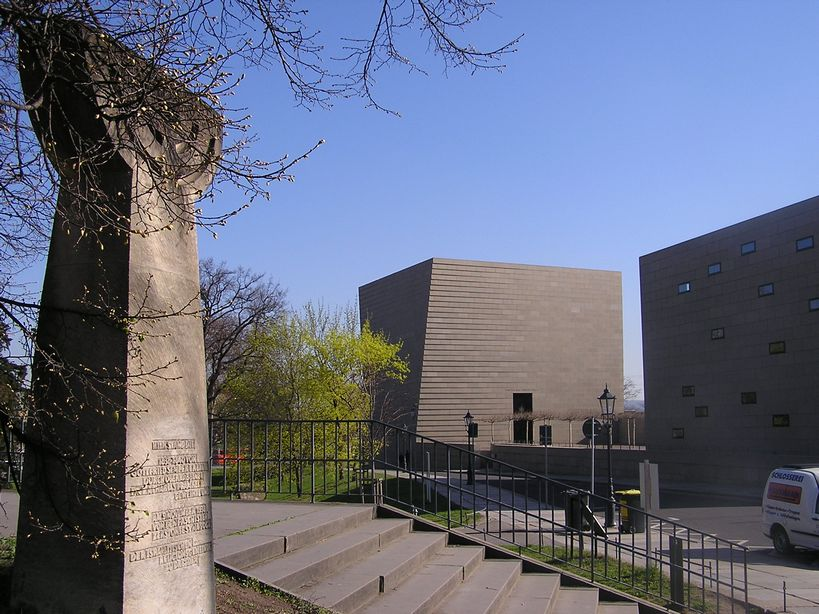
Neue Synagoge und Gedenkstein an die 1938 in der Reichspogromnacht zerstörte Semper-Synagoge

Die Neue Synagoge und das Gemeindezentrum bestehen aus zwei gegenüberliegenden aufragenden Kuben aus „massivem Formstein mit Sandsteincharakter“. Ein Vernunftsrationalismus und die abstrakte Moderne prägen den Gebäudekomplex.

### Neue Synagoge

#### Äußeres

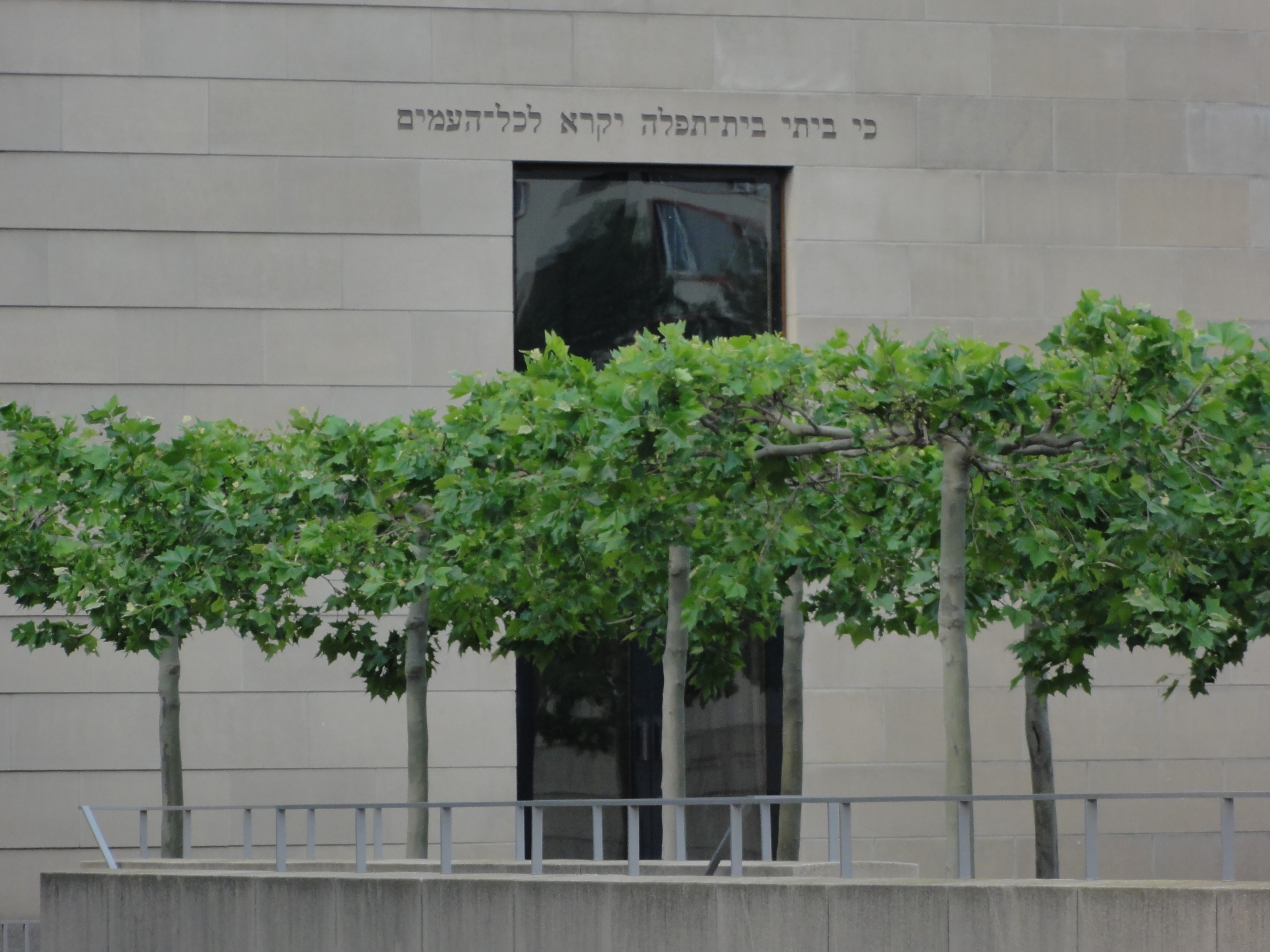
Über dem Portal auf Hebräisch: „Mein Haus werde ›Haus der Andacht‹ genannt für alle Völker.“

Der Bau ist in gefärbtem Beton (massive Formsteine) mit „Sandsteincharakter, analog der Klagemauer Jerusalem“ errichtet worden. Die grau-gelbliche Färbung und die Struktur des Gebäudes passen sich gut in die Sandstein-Architektur der Dresdner Altstadt ein.
Das Gebäude ist 24 Meter hoch. Die Fassade besteht aus 34 Schichten aus Formsteinmauerwerk, wobei jede Schicht gegenüber der unteren leicht verdreht ist. Während die untere Steinschicht sich an den Grundstücksgrenzen orientiert, erreicht die oberste Steinschicht in 24 Metern Höhe eine exakte Ausrichtung nach Osten. Mit diesem Kunstgriff sind optimale Ausnutzung des schmalen Grundstücks (nach dem Krieg durch Brückenneubau verkleinert) und notwendige Ausrichtung nach den Himmelsrichtungen verbunden. Die Dynamik der Drehung relativiert die Monumentalität des Baukörpers, und durch die versetzten Steine ergeben sich interessante Verschattungen.
Das Eingangsportal besteht aus einer zweiflügligen Holztür von 2,2 Meter Breite und 5,5 Meter Höhe. In goldenen hebräischen Lettern wurde die Inschrift angebracht, die auch bei der alten Synagoge zu lesen war: „Mein Haus sei ein Haus der Andacht allen Völkern.“ Über dem Portal wurde der original erhaltene Davidstern angebracht, den der Dresdner Feuerwehrmann Alfred Neugebauer nach den Novemberpogromen 1938 gerettet hatte.

#### Innenraum

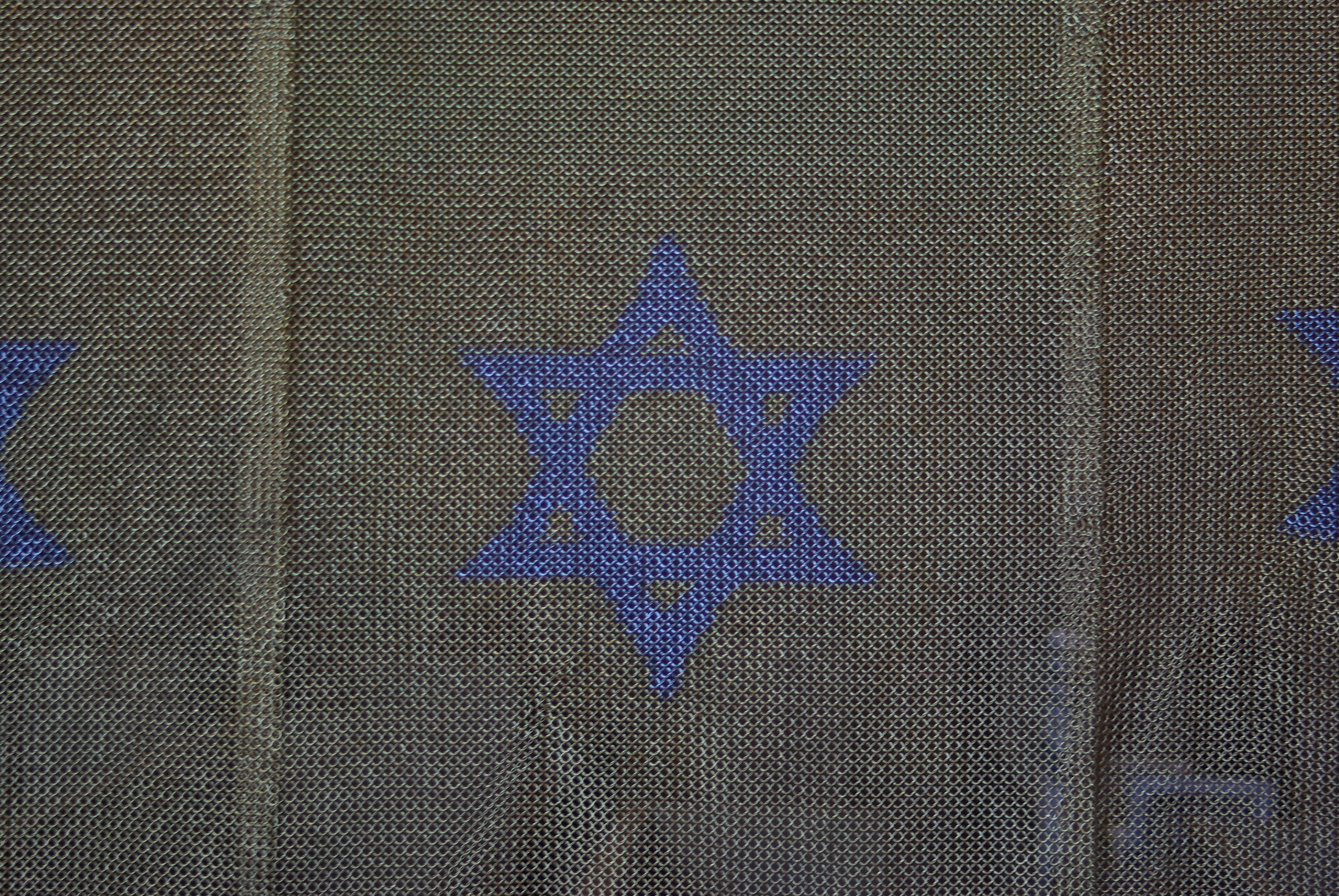
Metallener Vorhang, der den Gebetsraum umschließt

Im Osten des Innenraums befindet sich der Toraschrank (Aron ha-Qodesch), in dem 4 Thorarollen von je 1 Meter Höhe, 35 kg Gewicht und (ausgerollt) ca. 54 Metern Länge aufbewahrt werden, das Podium mit dem Vorbeterpult (Bima), das Ewige Licht (Ner Tamid) und eine  elektronische Orgel.
„Die Synagoge verdeutlicht das Begriffspaar Tempel und Zelt als architektonische Grunderfahrung des Judentums.“ Deswegen ist das Innere als Raum („Zelt“) im Raum („Tempel“) konstruiert. Von der Decke abgehängt, bildet ein baldachinartiges Zelt aus Metallgewebe den eigentlichen Versammlungsraum, das am Deckenraster ausgerichtet und damit geostet ist. Das Gewebe stellt ein „symbolisches Stiftszelt aus Metallgeflecht“ dar:

„Gerade dieser festliche, golden flirrende Vorhang, der die betende Gemeinde wie ein schützendes Tuch umschließt, birgt eine wunderschön lyrische Poesie. Er symbolisiert zudem das Flexible, Aufbrechende des Judentums, während der steinerne Tempel an sich das ewig Währende, Unauslöschliche des jüdischen Glaubens zum Ausdruck bringt. Tempel- und Zeltmotive also als architektonische Grunderfahrung des Judentums.“

### Gemeindezentrum

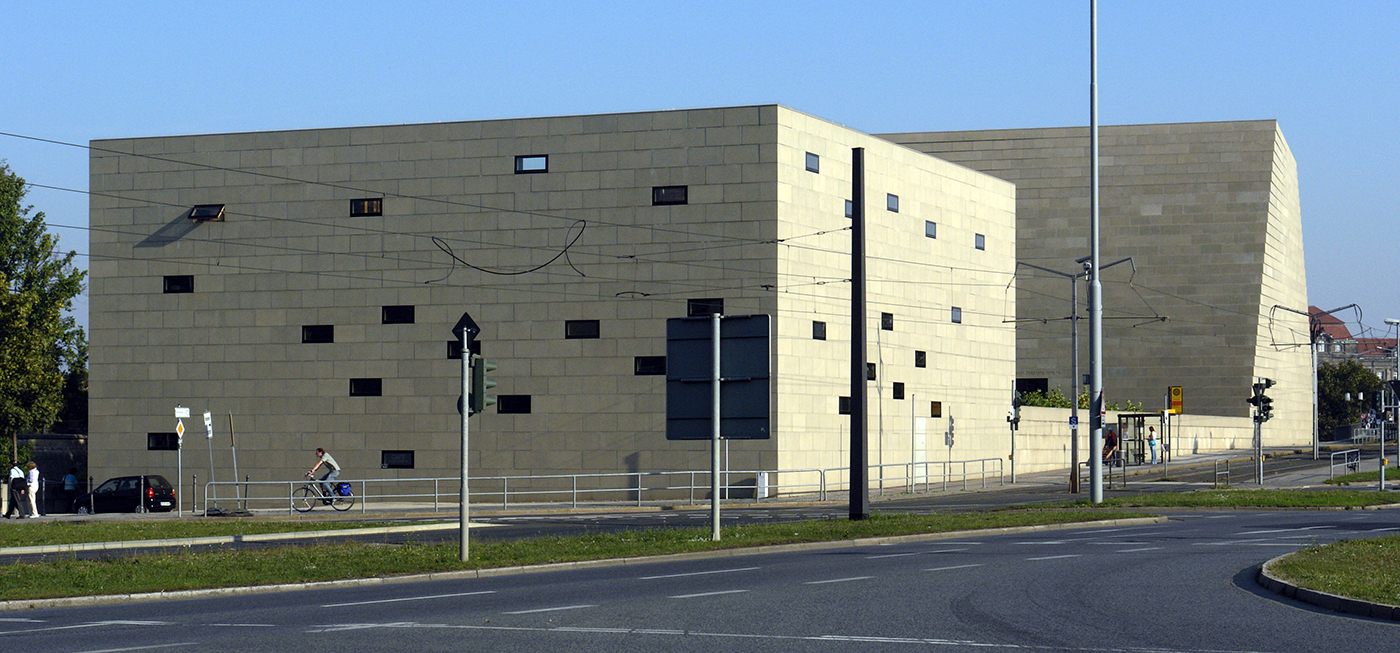
Gemeindezentrum

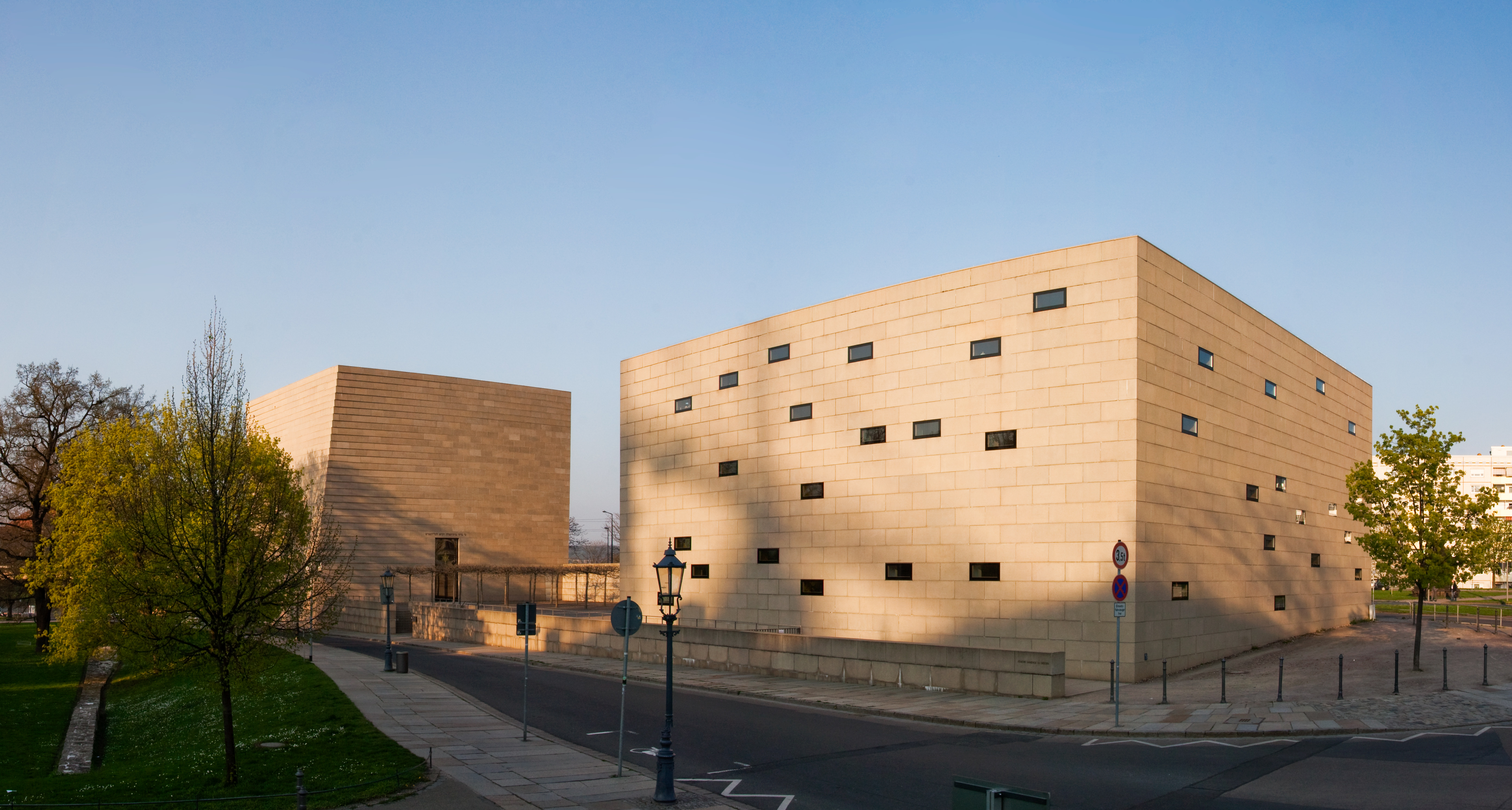
Gemeindezentrum mit gegenüberliegendem Synagogenbau

#### Äußeres
Südlich der Synagoge steht das etwas niedrigere Gemeindezentrum, bestehend aus einem 1400 m² großen 3-geschossigen Funktionalbau mit Foyer. Die Gemeinderäume haben zum Hof hin eine große Glasfront. So „öffnet sich [der Bau] wie ein Guckkasten zum öffentlichen Hof.“ 39 kleine Fenster gliedern die Fassade zu den drei Straßenseiten hin.

#### Innenraum
Das Gemeindezentrum dient der Gemeinde als Mehrzweckgebäude und soll zugleich ein „Haus der Begegnung mit dem Judentum“ sein. So finden dort auch Veranstaltungen und Konzerte statt. Im großen Gemeindesaal des Zentrums haben 300 Personen Platz. In den beiden Obergeschossen befindet sich eine Bibliothek, Verwaltungsräume, ein Sitzungszimmer und Schulungsräume. Auch das Arbeitszimmer des Rabbiners Akiva Weingarten ist dort zu finden.